# Trinidad (Uruguay)
 For alternative betydninger, se Trinidad (flertydig). (Se også artikler, som begynder med Trinidad)
Trinidad er en by i den centrale del af Uruguay, med et indbyggertal (pr. 2004) på 20.982. Byen er hovedstad i Flores-departementet og blev grundlagt i 1805 af general José Gervasio Artigas.